# Teatro Aquaryus
Teatro Aquaryus é um grupo de teatro criado em maio de 1999 em Itatiaia, estado do Rio de Janeiro. Formado por  jovens que desejam promover a cultura teatral para todas as classes de forma acessível.  A peça que apresentou o grupo foi “Inversões de Papeis”. Que seria remontada posteriormente em outros anos com elencos diferentes. No primeiro ano de trabalho o grupo montou 13 peças, realizando 35 apresentações e atingindo um público de mais de dez mil pessoas. Participou de eventos em cidades vizinhas e festas comemorativas da cidade de Itatiaia. A direção do Teatro Aquaryus desde 1999 é de Rafael Fioratto.

O Teatro Aquaryus atualmente produziu um espetáculo chamado "Bre$hopping" que teve a sua estreia em 19 de novembro de 2010. No Teatro de Bolso de Resende. No elenco estavam os atores Júlio Azevedo e Rafael Fioratto. Direção e texto de Rafael Fioratto e produção de Thiago Ferreira. A peça faz parte de uma pesquisa que envolve a interação do público com a cena teatral. Em Bre$hopping  o público é parte integrante dos acontecimentos. O cenário de Bre$hopping toma desde a porta do teatro passando pela plateia e ganhando o palco. "O cenário foi pensado para ser uma obra de Arte, uma instalação interativa. As pessoas chegam e a primeira impressão é a estranheza..." explica Rafael. A peça Bre$hopping entra em circuito nacional a partir de fevereiro de 2011.
Atualmente o público está selecionando os quatro atores que irão compor o elenco de "Conflitos"   . A peça é composta por 18 cenas e em cada uma somente dois atores participam. As cenas são independentes umas das outras, mas têm sempre elementos de ligação. Como em toda produção do grupo, esta peça pretende revelar novos talentos para os palcos. A estreia está prevista para maio de 2011.